# Ioan Ionescu
Ioan Ionescu (Pitești, 1961 – giugno 2021) è stato un cestista rumeno.

## Carriera
Con la Romania ha disputato due edizioni dei Campionati europei (1985, 1987).